# Den Gamle av dagar (konstverk)
Den Gamle av dagar (engelska: The Ancient of Days) är ett konstverk av William Blake, som ursprungligen trycktes som frontespis till en upplaga från 1794 av Blakes bok Europa - en profetia.
Den Gamle av dagar visar William Blakes mytologiska gestalt Urizen som hukar inom ramen för en rund bild mot en molnliknande bakgrund. Hans utsträckta ena hand håller en passare över ett mörkt tomrum under honom. Det finns flera versioner av detta handkolorerade tryck, inklusive ett som slutfördes för Frederick Tatham (1805–1878) bara veckor innan Blake dog.
Tidiga kritiker anmärkte att verket är bland William Blakes bästa, och att det var ett av dem han själv tyckte bäst om. En bedömning av Richard Thompson i John Thomas Smiths (1766–1833) Nollekens and His Times, löd:
"... ett ovanligt fint exempel på konst, som nästan närmar sig Rafaels eller Michelangelos sublimitet." och som representerande den händelse som beskrivs i  Ordspråksboken 8:27.  "när han satte en passare på jordens yta". Motivet sägs ha varit en av de "visioner" som Blake upplevde och det anses att fick särskild glädje av att färglägga dessa tryck. Den kopia som beställdes av Frederick Tatham vid slutet av Blakes liv, för ett belopp som översteg varje tidigare ersättning för ett verk av honom, färglades av konstnären sängliggande i sjukdom.

## Bildgalleri
Det finns tretton kända kopior av Europa - en profetia. Eftersom William Blake handkolorerade varje tryckt exemplar, har varje enskild tryck sitt eget konstnärliga uttryck.

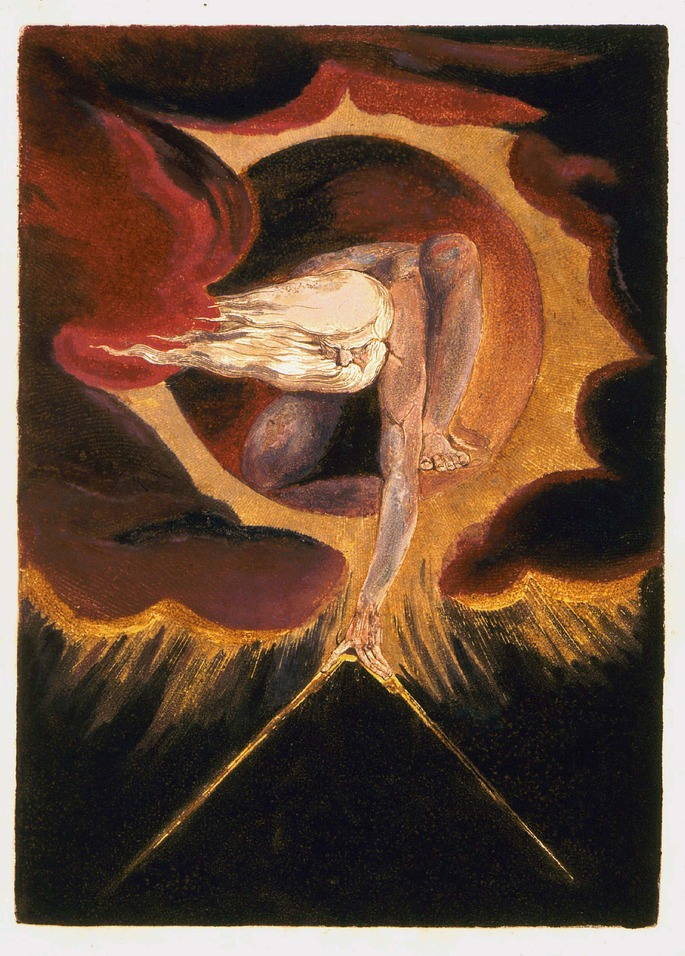
Den Gamle av dagar i Europa - en profetia, kopia B på Glasgow University Library
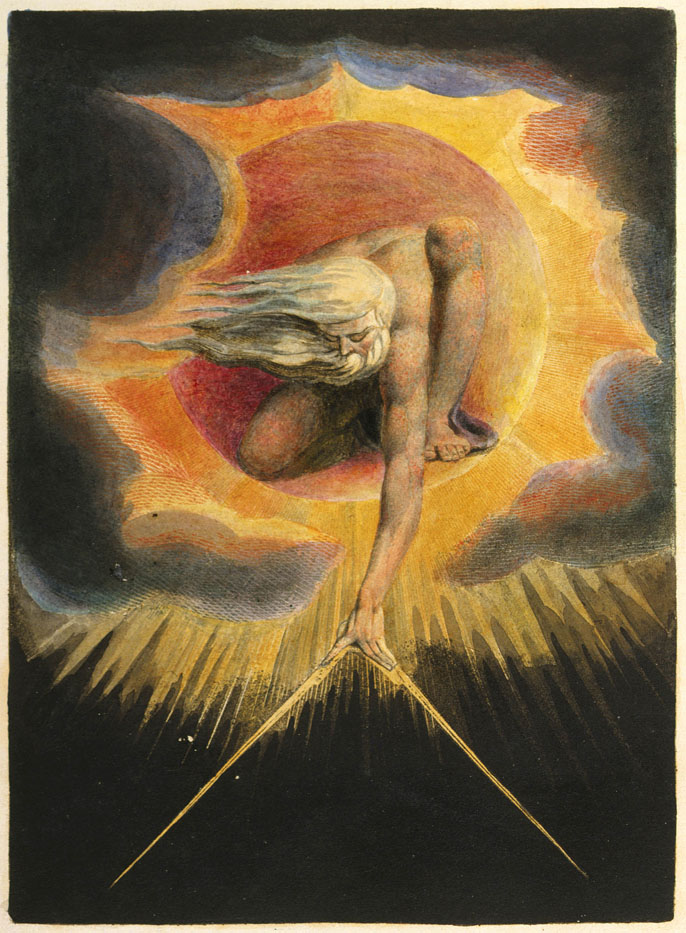
Den Gamle av dagar i Europa - en profetia, kopia D på British Museum
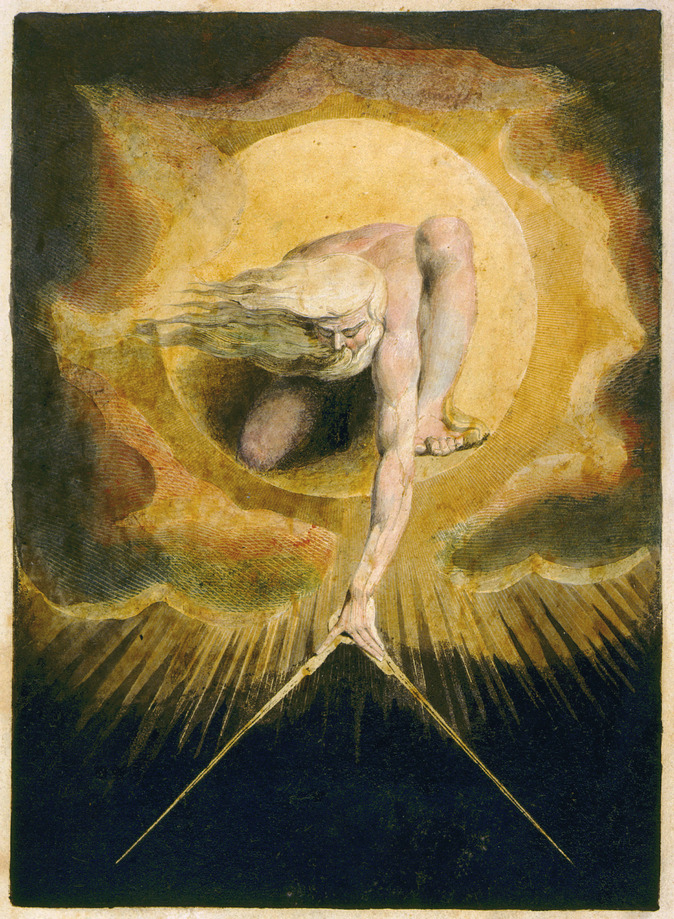
Den Gamle av dagar i Europa - en profetia, kopia E på Library of Congress
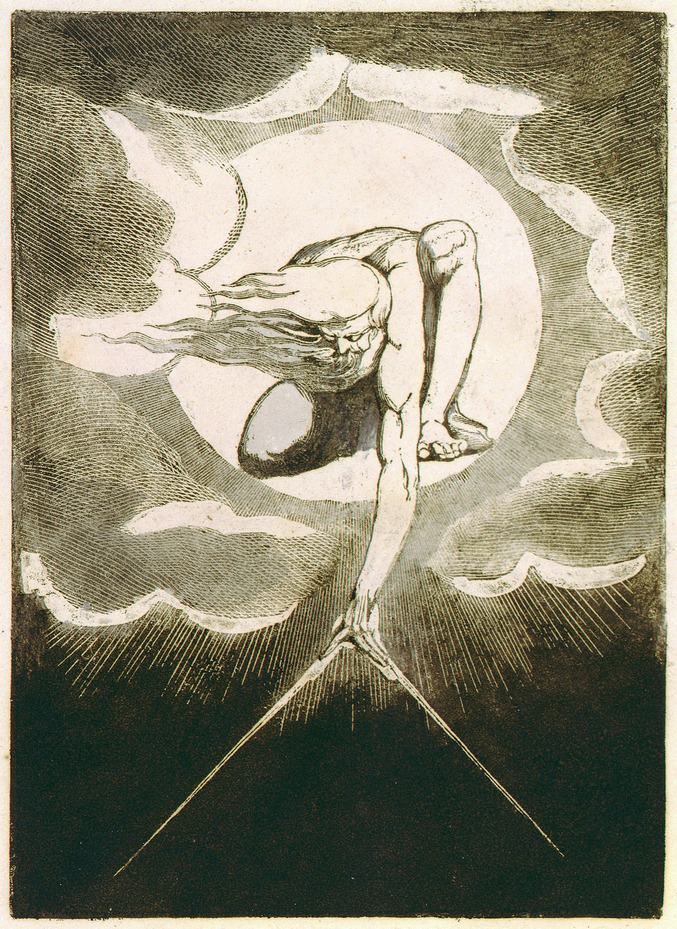
Den Gamle av dagar i Europa - en profetia, kopia H på Houghton Library
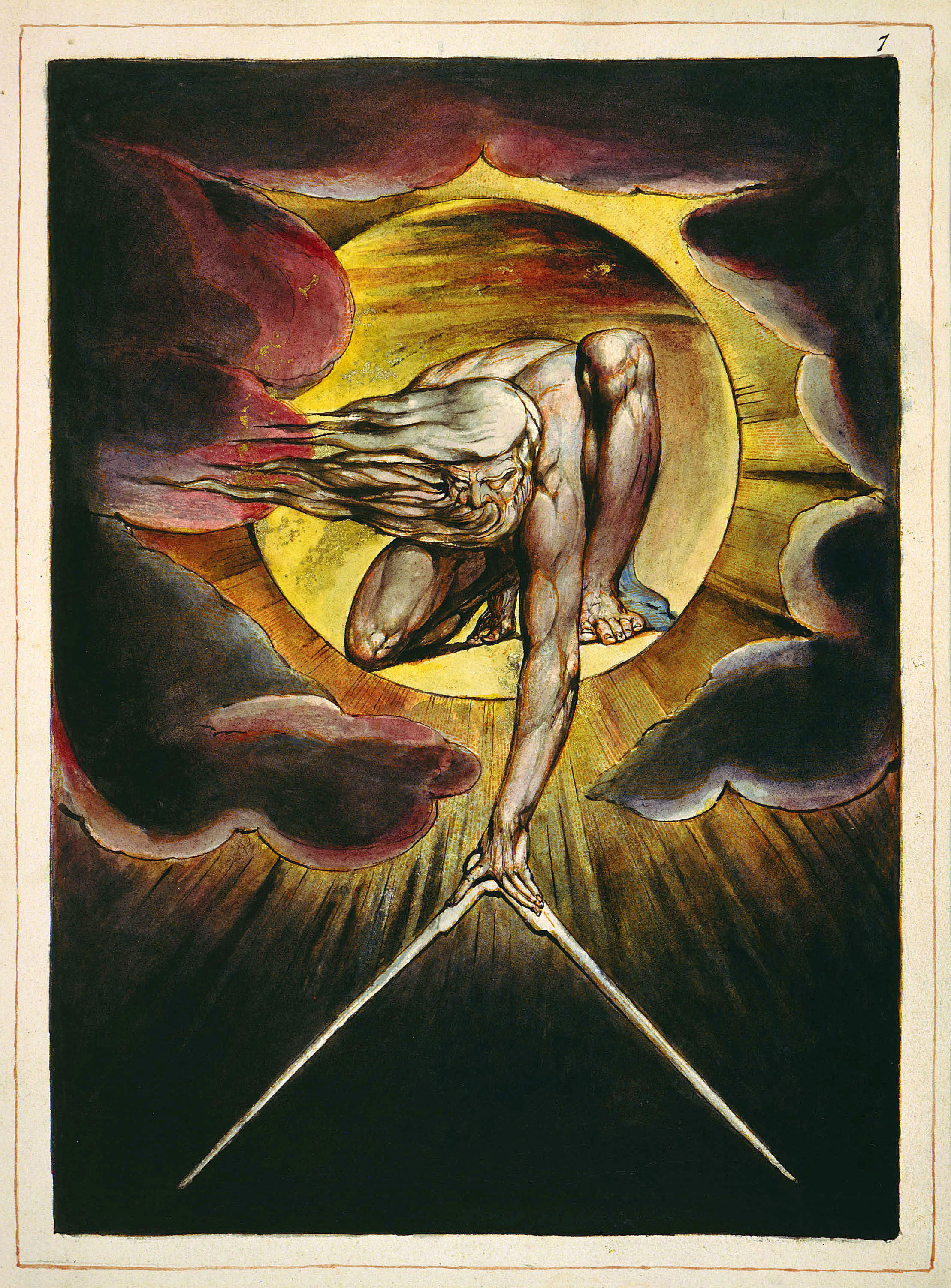
TDen Gamle av dagar i Europa - en profetia, kopia K på Fitzwilliam Museum